# Georgië op het Eurovisiesongfestival 2011
Georgië nam deel aan het Eurovisiesongfestival 2011 in Düsseldorf, Duitsland. Het was de vierde deelname van het land op het Eurovisiesongfestival. GBP was verantwoordelijk voor de Georgische bijdrage voor de editie van 2011.

## Selectieprocedure
Pas op 2 december 2010 gaf de Georgische nationale omroep te kennen te zullen deelnemen aan de volgende editie van het Eurovisiesongfestival. Informatie over het verloop van de selectieprocedure volgde halfweg januari. Geïnteresseerden kregen tot 5 februari de tijd om nummers op te sturen. Deze moesten ofwel in het Georgisch, ofwel in het Engels geschreven zijn. Zowel artiesten als componisten moesten over de Georgische nationaliteit beschikken. In de finale op zaterdag 19 februari 2011 kozen de Georgiërs voor Eldrine met het nummer One more day.

## Nationale finale
| Volgorde | Artiest                   | Lied                 |
| -------- | ------------------------- | -------------------- |
| 1        | Temo Sajaia               | Soldier song         |
| 2        | Salome Korkotashvili      | Love                 |
| 3        | Sweet Pills               | Face to face         |
| 4        | Dito Lagvilava & November | New day              |
| 5        | Nini Shermadini           | Rejected             |
| 6        | The Georgians             | Love, seen, dreaming |
| 7        | Eldrine                   | One more day         |

## In Düsseldorf
In Düsseldorf trad Georgië aan in de eerste halve finale, op 10 mei. Georgië trad als negende van negentien landen aan, na Zwitserland en voor Finland. Bij het openen van de enveloppen bleek dat Eldrine zich had geplaatst voor de finale. Na afloop van het festival zou blijken dat Georgië op de zesde was geworden in de eerste halve finale, met 74 punten. In de finale trad Georgië als vijfentwintigste en laatste land op, na Servië. Aan het einde van de puntentelling stond Georgië op de negende plaats, met 110 punten.